# Famille Poswick
 (janvier 2021).
La famille Poswick est une famille de la noblesse belge originaire de Julémont dont l'ascendance prouvée remonte à 1516.
Les membres de cette famille occupèrent de nombreuses charges, tant civiles, politiques que militaires dans le comté de Dalhem, le duché de Limbourg, les régions de Maestricht et Huy.

## Origines et historique
Le premier ascendant connu de la famille Poswick est Johanchon Poswick, meunier, propriétaire à Dalhem qui avait épousé Pirette Sentelette. Il fait le relief d'une terre à Trembleur le 16 avril 1516.

## Héraldique
Blasonnement : De gueules à la croix engrêlée, accompagnée au 1 d'une étoile à six rais, le tout d'or.[réf. nécessaire]
Devise : « In Cruce Lux »

## Preuves de noblesse
- Reconnaissances de noblesse en 1952 en faveur de divers membres de cette famille[3] ;
- Reconnaissances de noblesse en 1953 en faveur de divers autres membres de cette famille[3] ;
- Concession du titre de baron transmissible à la primogéniture mâle en 1955 en faveur de Prosper Poswick[3], écuyer ;
- Concession du titre de baron transmissible à la primogéniture mâle en 1956 en faveur de Éric Poswick, écuyer[3] ;
- Augmentation d'armoiries en 1956 pour Ferdinand Poswick, écuyer[3] ;
- Concession du titre de baron transmissible à la primogéniture mâle en 1968 en faveur de Guy Poswick, écuyer[3] ;
- Concession du titre personnel de baron en 1993 en faveur de Charles Poswick, écuyer[3].

## Personnalités
- Henri Poswick (1808-1874), général belge ;
- Jules Poswick (1837-1905), homme politique belge ;
- Prosper Poswick (1906-1992), diplomate belge ;
- Charles Poswick (1924-1994), ministre belge ;
- Réginald-Ferdinand Poswick (1937-), moine bénédictin, pionnier en informatique.

- Johanchon Poswick, propriétaire de plusieurs moulins autour de Dalhem. En 1543, les troupes françaises incendient et pillent ses propriétés. Il est cité pour la première fois dans un acte de relief fait à Trembleur, le 16 avril 1516 ;
- Marie Poswick, religieuse au couvent des Sœurs grises à Liège, en 1573 ;
- Joris Poswick (?-1578), lieutenant-grand mayeur de la Haute Cour du comté de Dalhem, bourgmestre de Dalhem et capitaine des milices bourgeoises de la ville. Tué à la prise de la ville par les Espagnols en 1578 ;
- Jean Poswick, épousa Marie de la Saulx, fille de Jean de la Saulx, grand mayeur de la Haute Cour de Dalhem en 1560 ;
- Jean Poswick (?-1623), bourgmestre de la ville de Dalhem ;
- Nicolas Poswick (?-1617), échevin de Mortroux et de Clermont ;
- Waleran Poswick (?-1633), bourgmestre de Dalhem ;
- Joris Poswick (-1646), bourgmestre de Dalhem ;
- Gaspar Poswick (-1680), échevin & receveur de Clermont, homme de fief de la Cour féodale del Beuck. Il épousa Anne de Quaebach, fille de Jean de Quadebach, capitaine au service d'Espagne ;
- Nicolas Poswick, frère du précédent, échevin de la ville de Wipperfurth (pays de Berghe, cercle de Westphalie) ;
- Melchior Poswick (?-1672), bourgmestre de Dalhem, capitaine au service d'Espagne ;
- Gaspar Poswick (-1719), député aux États de Limbourg ;
- Léonard Poswick (1635-1717), bourgmestre et membre de la Régence de Clermont, échevin de Baelen & Bilstain, député aux États de Limbourg. Il épousa Elisabeth Hinckens de Lohirville, fille de Jean-Guillaume Hinckens de Lohirville, échevin de la ville de Herve ;
- Jean-Guillaume I Poswick (1682 - 1762), procureur & receveur de la Haute Cour du duché de Limbourg, juge à la Cour féodale de ce même duché, bourgmestre de la ville de Limbourg, échevin de Clermont, Baelen, Bilstain & Villers. Il épousa Anne-Catherine Basaille, fille de Pierre Basaille, bourgmestre de la ville de Limbourg & petite-fille de Pierre Basaille, capitaine au service d'Espagne ;
- Pierre Poswick (1757-?), lieutenant au régiment de Nesselrode, chevau-légers, puis au régiment de Latour dragons, au service de l'Empereur du Saint-Empire ; ensuite capitaine de cavalerie au service des États Généraux des Pays-Bas. Il fit les campagnes de 1792 à 1795 contre la République française ;
- Pierre Poswick (?-1762), chanoine de Sainte-Croix à Aix-la-Chapelle ;
- Léonard-Joseph (?-1761), Licencié ès lois, Haut drossard de Walhorn, député aux États de Limbourg, greffier de la Haute Cour du duché de Limbourg. Il épousa Marie Hélène de Bragarde, fille de Jean de Bragarde, conseiller et procureur général du tribunal souverain de Limbourg ;
- Jean-Guillaume II Poswick (1716-1782), procureur de la Haute Cour du duché de Limbourg, bourgmestre de la ville de Limbourg, député aux États de Limbourg. Il épousa Elisabeth Chevalier, fille de Pierre Chevalier, conseiller de la ville de Liège ;
- Jean-Guillaume III Poswick (1736-1798), Seigneur de Goé, Hèvremont & Weims, greffier de la Haute Cour du duché de Limbourg, député aux États de Limbourg, président & juge royal du tribunal de Dalhem. Il épousa Marie de Rmthum, dame de Goé, veuve de Jean Pierre de Lantremange, chevalier du Saint Empire Romain, directeur général des postes impériales dans le pays de Liège :
- Lambert-Philippe Poswick (1747-1830), avocat et juge à la Haute Cour du duché de Limbourg et à la Cour féodale du même duché, conseiller à la Cour supérieure de la province. Chargé par l'empereur du Saint-Empire de prendre la tête du mouvement révolutionnaire pour en limiter les excès, il devient administrateur du département de l'Ourthe sous le gouvernement français ;
- Pierre Poswick (1757-1843), greffier de la Cour souveraine féodale de Limbourg, receveur de l'enregistrement et des domaines sous le gouvernement français, bourgmestre de Limbourg, capitaine d'industrie dans le secteur du textile ;
- Pierre Poswick (1769-1851), seigneur de Weims, juge de paix de Walhorn, greffier d'Eupen, bourgmestre d'Eynatten. Propriétaire de château de Weims & y habitant, il y faisait dire la messe dans une chapelle particulière, avec l'autorisation de Mgr Zaepfel, évêque de Liège ;
- Henri Poswick (1771-1828), capitaine de la compagnie des Archers Gardes Nobles de l'empereur du Saint-Empire, membre des États provinciaux de Liège, bourgmestre de Henri-Chapelle [en 1827, il se retira vers Maestricht]. Il fit les campagnes contre la république française de 1792 à 1794 et assista aux batailles de Neerwinden, de Fleurus, ainsi qu'au si!ège de Lille. Président du Conseil de milice de Verviers. En 1790, il servit contre les patriotes brabançons comme officier des volontaires Limbourgeois et reçut la médaille d'or impériale pour sa conduite au combat de Herve ;
- Charles Poswick (1773-1855), avocat au Conseil Souverain de Limbourg, membre des États provinciaux du Limbourg hollandais & membre de la Régence de la ville de Maestricht, receveur de l'administration des contributions indirectes à Eupen. Il épousa Isabelle de la Saulx de Gulchen, fille de Ignace de la Saulx de Gulchen, seigneur de Rave, dernier waut-maître du duché de Limbourg ;
- Eugène Poswick (1783-1863), greffier en chef à la Cour d'Appel de Liège, receveur général de la province de Liège, chevalier de l'ordre de Léopold, grand amateur de chasse. Il reçut le Roi Léopold Ier en son château de Goé, lequel lui donna en remerciement une garniture de cheminée en bronze portant comme inscription « Le Roi Léopold à Eugène Poswick - 1847 ». Une pierre placée au-dessus de la porte d'entrée rappelle le séjour du premier Roi des Belges « LEOPOLD PREMIER, ROI DES BELGES, HABITA CE CHATEAU LE 16, 17 & 18 NOV. 1847 » ; élément original d'un point de vue historique : une publication fut faite dans le Moniteur belge, spécifiant que « Le Roi sera à Goé, près de Dolhain, où il loge chez Mr Poswick pour aller chasser dans l'Hertogenwald ». Il épousa Hélène Augustine de la Saulx de Knoppenbourg, fille de Pierre de la Saulx, seigneur de Knoppenburg, conseiller à la cour d'appel de Cologne ;
- Jean-Guillaume Poswick (1791-1840), garde d'Honneur au service de France, bourgmestre d'Eynatten ;
- Henri Poswick (1796 - 1817), garde d'Honneur au service de France; il fit les campagnes de 1813 et 1814 en Allemagne ;
- Charles Poswick (1801-1834, juge du tribunal de 1re instance de Maestricht ;
- Prosper Poswick (1803-1879), juge au Tribunal de commerce de Verviers, lieutenant-colonel de la 2e légion de la garde civique de Verviers, bourgmestre de Hodimont, conseiller communal de la ville de Limbourg, Chevalier de l'Ordre de Léopold. En 1850, une médaille d'honneur lui a été décernée pour ses services rendus à l'occasion d'une épidémie de choléra. Industriel dans le secteur du textile. Grand amateur d'équitation & de chasse. Petite anecdote : « Sa vie familiale fut assombrie par la mort son petit-fils Joseph et celle prématurée de sa femme en 1855. Il ne pouvait supporter que l'on lui rappelât ces deux êtres chers et n'en parlait jamais - il alla jusqu'à changer le prénom de son jardinier qui s'appelait Joseph pour ne plus l'entendre prononcer » ;
- Jules Poswick (1837 - 1905), ingénieur, juge au tribunal de Commerce de Verviers, conseiller communal de la ville de Verviers, échevin des Travaux Publics de cette même ville, membre de la Chambre des Représentants, Chevalier de l'Ordre de Léopold, chasseur passionné, grand amateur d'art & antiquités ;
- Oswald Poswick (1838-1923), ingénieur, il installa la ligne de chemin de fer entre Liège et Maestricht. Il habitait le château de Neercanne (où furent signés les accords de Maastricht en 1992). Après la mort de son épouse, il devint un personnage taciturne et bourru. Il se retira derrière les enceintes de son château et quand un curieux osait s'aventurer vers le château, il apparaissait menaçant et effrayant avec son fusil de chasse ;
- Marie Poswick (1840-1902), créa à Limbourg un patronage et une école desservie par des religieuses. Anecdote : Dans sa jeunesse, elle avait été recherchée en mariage par Mr Oswald von Fruhbuss, officier dans l'armée allemande. Néanmoins, ce peu chevaleresque et peu désintéressé hobereau prétendait mettre comme condition à son mariage le paiement, par son futur beau-père, de ses dettes de jeu - Il fut éconduit ! ;
- Eugène Poswick (1844 - 1918), zouave pontifical, bourgmestre d'Ehein, historien, archéologue, héraldiste & généalogiste de renom, auteur de nombreux ouvrages : ["Notice historique sur la Ville de Limbourg" - 1862, "Recueil historique et généalogique des abbés de St-Gilles par Simon Joseph Abry Héraut du Pays de Liège" - 1870, "Traité des Maisons nobles du Pays de Liège" - 1870, Histoire biographique et généalogique de la Noblesse limbourgeoise" - 1873, "Histoire du Comté de Fallais" - 1890, "Notice historique sur la seigneurie de Nedercanne"...]. Il avait beaucoup d'entrain, aimait les "gauloiseries" et contait avec verve. D'humeur assez querelleuse, il ne tolérait pas le moindre manque d'égard - vrai ou supposé - et se montrait exagérément chatouilleux sur ce point. Anecdote : Le vicomte Jules de Graiffier d'Emeville raconta qu'un jour Eugène Poswick lui envoya ses témoins parce qu'il n'avait - prétendument - pas salué sa femme à la sortie de l'Église. Délaissant la devise familiale « In Cruce Lux », il en adopta une tout autre qui le caractérise assez bien « Mon Plaisir & Mon Droit » ;
- Ferdinand Poswick (1864-?), étudia la philosophie à l'Université de Liège, administrateur du Crédit Général de Belgique et de nombreuses sociétés bancaires et industrielles, chevalier de l'ordre de Léopold avec palmes, décoré de la Croix de guerre avec palmes, de la médaille de la Résistance ;
- Louise Poswick (1872-1958), dernière châtelaine de Neercanne, château où furent signés le Traité de Maestricht en 1992, grande amatrice de chasse ;
- Félix Poswick (1878-1940), bourgmestre de Kanne (Riemst) et membre du Conseil provincial du Limbourg belge, il exploita dans les grottes du château les plus grandes champignonnières de Belgique, grand amateur de chasse
- Baron Jean-Guillaume, dit "Guy" Poswick (1897 - 1984), docteur en droit, avocat au barreau de Verviers, juge de paix du canton de Limbourg, de celui de Herve et de celui d'Aubel. Volontaire de guerre dans l'armée belge, lieutenant de réserve au 1er régiment des Lanciers, officier de l'ordre de la Couronne, chevalier de l'ordre de Léopold, décoré de la Croix de guerre belge avec palmes, de la Croix de feu, de la médaille du Volontaire de guerre belge, de la médaille de la Victoire belge et de la médaille commémorative interalliée, Président suppléant du Conseil de guerre d'Eupen, président de la 3e Chambre du Conseil de guerre permanent d'Eupen, membre suppléant du Conseil Héraldique, président de la Société des Bibliophiles liégeois - Historien, héraldiste, archéologue & généalogiste, il publia notamment Les Délices du duché de Limbourg - Archives Verviétoises 1951, L'Armorial d'Abry - Bibliophiles liégeois, De la Loi de la contrainte des émaux en Héraldique, dites "à enquerre" - Recueil Généalogique et Héraldique de Belgique, 1954, Pierres Tombales et Epigraphie de Limbourg - Archive Verviétoises, 1963, grand amateur de chasse ;
- Jacques Poswick (1897 - 1972), docteur en droit, volontaire de guerre dans l'armée belge, capitaine-commandant (réserve) de cavalerie, officier de l'ordre de la Couronne, décoré de la Croix de guerre avec palmes, de la Croix de feu, des médailles de Volontaire de guerre belge et de la médaille commémorative interalliée... Durant la guerre, lassé par la monotonie des guerres de tranchée, il s'engagea dans un groupe de patrouilleurs volontaires dont le rôle consistait surtout à faire des coups de main ou des reconnaissances entre les lignes belges et allemandes ;
- Jules Poswick (1899-1950), volontaire de guerre dans l'armée belge, prisonnier de guerre, il parvient à s'évader deux fois. Industriel dans les affaires sucrières. Décoré de la Croix de guerre avec palmes, de la Croix civique de 1re classe, de la Médaille de la Victoire belge et de la Médaille de la Victoire commémorative interalliée ;
- Joseph Poswick (1906-?), artiste peintre, diplôme de l'Académie des Baux Arts de Bruxelles, il remporta le 1er prix d'Anatomie animale et le 1er prix avec distinction d'Histoire du Costume. Il exposa à de nombreuses reprises ses œuvres ;
- Baron Ferdinand Poswick (1908 - 1951), capitaine-commandant au 1er régiment de Lanciers, envoyé à l'école d'équitation de Braschaet. Volontaire au bataillon de Corée. Tombé en service commandé à Yong-Dong-Po. Il épousa Diane, baronne de Crawhez ;
- Baron (Eric) Poswick de Crawhez[4] (1937-2018). Consul honoraire d'Uruguay en Belgique, commandant (réserve) troupes blindées, conseiller provincial du Brabant flamand, conseiller communal d'Overijse, chevalier de l'ordre de Léopold, officier de l'ordre de la Couronne ;
- Baron Réginald Poswick (° 1937), moine bénédictin sous le nom de Dom Ferdinand, théologien ;